# 箕面有馬電気軌道
箕面有馬電気軌道（みのおありまでんききどう、通称：箕有電車・きゆうでんしゃ、箕面電車）とは、阪急電鉄（阪急阪神ホールディングス）の前身となる軌道運営事業者。同社は現在の阪急宝塚本線・阪急箕面線を敷設した。

## 沿革

### 阪鶴鉄道
同社設立メンバーの多くは、現在の西日本旅客鉄道（JR西日本）福知山線を敷設した阪鶴鉄道の幹部であった。
阪鶴鉄道は1897年-1899年にかけ、尼崎港駅（現在廃止） - 池田駅（今の川西池田駅）間を開業させた摂津鉄道を買収後、福知山駅まで路線を延伸させ、官営鉄道（国鉄）線の借受で新舞鶴駅（今の東舞鶴駅）、神崎駅（今の尼崎駅）から乗り入れで大阪駅までの直通を果たしていた。
しかし、官営鉄道との直通という形では列車本数を増やすこともままならず、さらには沿線人口も伊丹以外に多い所がなかったことから、（川西）池田より分岐し、直接梅田へ乗り入れる補助路線を計画、免許を取得した。
だが主要鉄道国有化の方針が立てられている（1906年交付の鉄道国有法により、1907年に実施）ことを知ったことから、阪鶴鉄道では件の計画を実施し、中長距離輸送から近郊輸送に指針を変えて生き残りを図ろうと考えた。

### 設立と開業

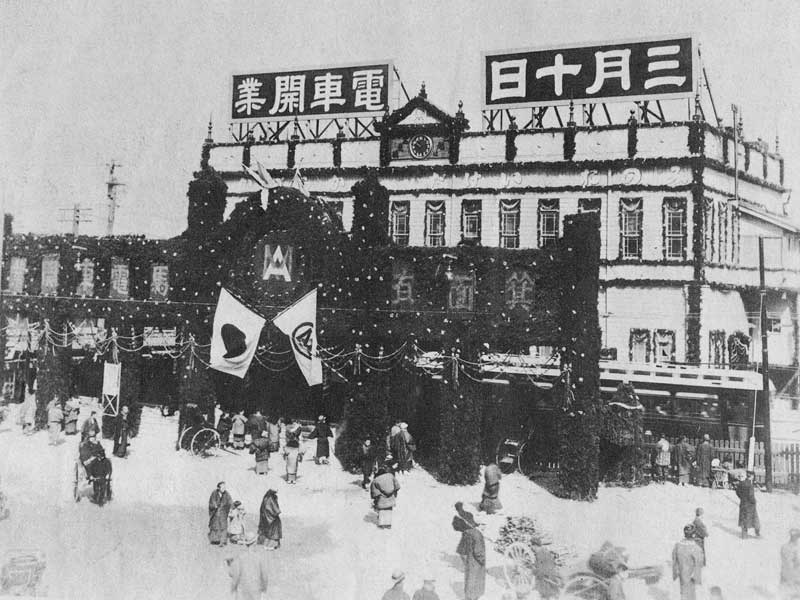
開業時の梅田駅

同社関係者は後、阪神電気鉄道や京浜電気鉄道の事例に倣って、汽車ではなく新たに出現し始めていた軌道条例準拠の電車による運転を画策した。1906年に、箕面有馬電気鉄道として特許を取得した。1907年10月に創立総会が開かれ、専務取締役に小林一三、取締役に井上保次郎、藤本清兵衛、松方幸次郎、志方勢七、監査役に野田卯太郎、速水太郎、平賀敏が選任される。
社名の通り、予定路線には当初計画の梅田 - 池田間のほか、池田 - 宝塚 - 有馬間の延伸線と箕面への支線が含まれていた。免許が早期に下りた背景には、阪鶴鉄道買収の補償という観点もあったとされる。
だが直後に起こった恐慌で、株式の引受手が資金の払い込みを躊躇し、約半分の株が引受手無しという苦境に陥った。そこへ乗り出してきたのが、当時恐慌で失職していた小林一三である。彼は路線の有望性を見抜いてそれをかつての上司で北浜銀行の頭取だった岩下清周に説いた。そして、阪鶴鉄道買収直後の1907年10月19日、箕面有馬電気軌道が設立された。鉄道を軌道と改めたのは、軌道法準拠ということだからという、国の要請のためであったといわれている。
ともあれ工事は開始され、1910年3月10日に梅田駅 - 宝塚駅間と石橋駅 - 箕面駅間を同時開業させる。なお、このときは軌道（路面電車）扱いであったことから、梅田駅 - 北野駅（廃駅）・十三駅 - 三国駅・豊中駅 - 石橋駅・桜井駅 - 牧落駅間に併用軌道が存在した。

### 沿線開発
しかし、阪神電気鉄道（大阪-神戸）や京浜電気鉄道（東京-横浜）、京阪電気鉄道（大阪-京都）のように大都市間を結ぶ路線でもなく、さらには沿線が田園地帯であったことから、採算が取れないのではないかという懸念が周辺では強かった。その様は「ミミズ電車」と揶揄されるほどであった。
いざ開業してみれば営業成績の方は良好で、開業間もない頃の収入は当初予定の2倍になったという。だが一方で、開業から8日間の間には早くも列車衝突事故を2件起こし、3名が死亡するという事態にも至っており、大阪毎日新聞にも書き立てられた。
そんな中、同社の専務（社長不在のため、実質的には代表者）となった小林一三は、路線の敷設に先立って周辺の土地を買収し、その開発を行って増収につなげるという施策をとった。まず路線の開業した1910年、池田で当時珍しかった月賦方式による住宅分譲を開始した。同年11月には箕面に日本最大級の広さを誇る箕面動物園、1911年5月には宝塚に新温泉を開いた。1913年5月に豊中に開設した豊中グラウンドは高校野球、高校ラグビー、高校サッカーの発祥の地となった。同年7月には現在の宝塚歌劇団の前身となる、宝塚唱歌隊も創設した。
これらの施策は予想通り収益の増加をもたらし、他の私鉄による沿線開発の範ともなった。小林はこれに関して、「乗客は電車が創造する」という言葉を残している。

### 阪神急行電鉄への改称
1918年、同社では現状路線だけで都市間路線を有さないことには発展に限りがあると判断し、社名を阪神急行電鉄（「阪急」という呼称はこれ以後誕生）と改称した。その後同社は、1920年に現在の神戸線を開業させた。1920年時点の事業内容は電鉄、電気、土地、宝塚と多角的であり、後の1927年に宝塚営業部が、1936年に百貨店部が独立している。1943年に京阪電気鉄道との合併で京阪神急行電鉄となり、1949年に京阪（旧新京阪鉄道の路線を除く）を再分離した後、1973年に阪急電鉄と改称した。なお、2005年には持株会社化で本体は阪急ホールディングスと改称し、2006年には阪神電気鉄道系列との経営統合で阪急阪神ホールディングスとなっている。
以後の沿革詳細は、「阪神急行電鉄」と「阪急電鉄の歴史」を参照。

### 未成線
宝塚から有馬温泉までの延伸は、1913年6月23日に軌道敷設権を放棄して、断念している。
宝塚～有馬間は、特許線として(1)兵庫県川辺郡長尾村ノ内平井村丸山13番地より同県有馬郡山口村ノ内上山口村清水垣内623番地に至る新設軌道、(2)前項終点より同郡有馬町字ウツギ谷13番地に至る県道を有していた。これは、1906年12月22日に内務大臣からの軌道敷設認可が下りた際の大阪朝日新聞の記事では「大阪市北区北野角田町を起点とし（中略）又良元村より分岐して有馬郡塩瀬村、山口村を経て有馬に至る三十二哩」と記されている。
これが、1912年（大正元年）12月3日に『箕面有馬電気軌道　線路変更許可申請書』（電甲第一、三一〇号）によって、兵庫県川辺郡長尾村ノ内平井村丸山13番地より同郡有馬町字ウツギ谷13番地に至る新設軌道への変更を届け出た。これは、軌道敷設の工事が難航し、特に山口～有馬間は最も勾配が急峻であることを理由にしていた（図面は鉄道省文書として国立公文書館に所蔵）。途中の難工事や、宝塚～西宮間および阪神直通線の開業を優先させるため、この宝塚有馬線の一部は有馬鉄道（有馬三田間鉄道）にその権利を譲り、同鉄道の開通を促進させた。この阪急電鉄の当初の計画であった有馬温泉への鉄道代行輸送機関として一翼を担ったのが『宝塚有馬自動車』であり、1925年9月25日に名塩経由、1928年4月23日に舟坂経由のバス路線の免許を取得し、さらに有馬から唐櫃経由で六甲山頂へ至る路線の延長を行い、電鉄の培養路線として営業を開始した。1939年に『宝塚有馬自動車』は現在の阪急バスに吸収合併されたあと、1948年に大阪市との運輸協定によって梅田から服部・池田・宝塚・舟坂（現在の国道176号線・兵庫県道51号宝塚唐櫃線）を経由して有馬温泉へ急行便で直結する長距離系統『有馬急行線』を設定し、同年7月15日より運行を開始して、温泉客の輸送にあたった。その後、大阪市との運輸協定によって大阪本町への乗り入れや、国鉄の周遊割引もあった。この有馬急行線は1976年8月に新御堂筋・中国自動車道経由に路線変更した。また、2013年4月1日からは子会社の阪急観光バスとの共同運行となったあと、2021年9月25日からは阪急観光バスの単独運行となった。また、宝塚～有馬間については阪急バス（有馬線）による運行が行われている。
社名に「有馬」を掲げ特許は得ていたものの、急峻な地形で実現は不可能であり、当初から宝塚までの計画しかなく、実際には中山寺や清荒神への参詣鉄道を目指していたのが実態であった。しばしば「日帰り客が増えて減収になることを懸念した有馬の宿場の反対で断念した」とされるが、これは俗説に過ぎない。
また、梅田から野江まで延伸し、京阪の路線に接続する特許も得ていたが、北浜銀行の破綻と灘循環電気軌道の帰属問題（阪神との買収合戦）により資金的な余裕が全く無く、国に工事着工の延期を願い出たものの却下されたため、結果的に大阪市に譲渡されることとなった（元々は京阪に対して譲渡交渉をしていたが、不調に終わった）。
そのほか、宝塚から南下して西宮に至る路線も同様に特許を受けていたが、これは阪神急行電鉄への改称後、1921年に西宝線（後の今津線）として開業を見ている。

## 車両
それまでの私鉄電車がオープンデッキの運転台を持ち、ステップにより地上から乗り降りするという、その当時の路面電車とほとんど同じスタイルだったのに対し、箕面有馬電気軌道では、最初に投入した18両の電車（後の1形）の段階から密閉型運転台構造を採用し、さらには高床ホームにおける乗降を考慮した革新的設計になっていた。
また、装飾には小林の高級嗜好が働いたためか、当初より力が入れられ、現在に至るまで用いられる阪急マルーンの塗装が施されていた。

## 箕面有馬電車唱歌
箕面有馬電気軌道は開業に際して、沿線を全15番で歌った『箕面有馬電車唱歌』を作成（作詞作曲者は不明）し、沿線地域へアピールした。